# Уктым
Уктым (устар. Ухтом) — река в России, протекает в Ленском районе Архангельской области. Длина реки составляет 60 км, площадь водосборного бассейна 1230 км².
Исток — слияние рек Малый Уктым (слева) и Лунмич (справа), урез воды 108,0 м. Устье реки находится в 82 км по правому берегу реки Яренга. Населённых пунктов на берегах реки нет.
Высота устья — 86 м над уровнем моря.

## Данные водного реестра
По данным государственного водного реестра России относится к Двинско-Печорскому бассейновому округу, водохозяйственный участок реки — Вычегда от города Сыктывкар и до устья, речной подбассейн реки — Вычегда. Речной бассейн реки — Северная Двина.
Код объекта в государственном водном реестре — 03020200212103000023351.